# Día del Ingeniero Nacional (Uruguay)
El Día del Ingeniero Nacional se celebra en Uruguay cada 12 de octubre, conmemorándose la primera colación de grado de ingenieros uruguayos, la que tuvo lugar el mismo día del año 1892, en el teatro Solís. En el acto, la Facultad de Ingeniería —entonces, Facultad de Matemáticas y Ramas Anexas— de la Universidad de la República otorgó sus diplomas a los ingenieros de puentes y caminos José Serrato y Eduardo García de Zúñiga, y al ingeniero civil Pedro Magnou.
El siguiente es un pasaje del discurso que pronunciara García de Zúñiga —futuro decano de la Facultad de Ingeniería en tres ocasiones— en el referido acto académico: 

Poco importa que el territorio de nuestro país sea pequeño, si fomentado en él ciencias, artes e industrias, abriendo nuevas carreras al trabajo y a la inteligencia, llevando a cabo obras públicas, conseguimos aprovechar todas las fuentes productivas de su suelo. Que al fin la medida de la grandeza de una nación solo debe buscarse en el grado de actividad y cultura de su pueblo, en el más o menos perfecto desarrollo de todos sus organismos vitales, en la talla moral e intelectual de sus hombres.
Eduardo García de Zúñiga, teatro Solís, 12 de octubre de 1892 

La primera colación de grados tuvo lugar con motivo de los festejos del IV centenario del descubrimiento de América, fecha que es tradicionalmente conmemorada todos los años por los egresados de Matemática y de su filial, la actual Facultad de Ingeniería y Ramas Anexas.
Ezequiel Sánchez, «Un esbozo de una historia de la Facultad de Matemáticas y Facultad
de Ingeniería», en Temas... cit., Universidad de la República, año 1, n.º 1, sep. 1992, p. 79 